# Estação Reuilly - Diderot
Reuilly - Diderot é uma estação das linhas 1 e 8 do Metrô de Paris, localizada no 12.º arrondissement de Paris.

## Localização
A estação se situa no cruzamento da rue de Reuilly e do boulevard Diderot, as plataformas da linha 1 sendo situadas no boulevard, entre a rue de Reuilly e rue de Chaligny, e as da linha 8, sob a rue de Reuilly ao sul do cruzamento.

## História
A estação foi inaugurada em 20 de agosto de 1900, com um ligeiro atraso comparado com a inauguração da linha 1 do metrô de Paris.
Ela deve seu nome inicial de Reuilly à sua proximidade com a rua de mesmo nome, designada assim porque ela levava ao antigo Palácio de Reuilly (Romiliacum) — onde Dagoberto I, em 629, repudiou sua primeira esposa Gomatruda — na aldeia de Reuilly, que desapareceu após a extensão do Faubourg Saint-Antoine.
Durante a inauguração da extensão da linha 8 em 5 de maio de 1931, ele foi renomeada Reuilly - Diderot.
Ela deve o seu nome à rue de Reuilly, assim chamada porque ele conduzia para a antiga aldeia de Reuilly, desaparecida com a extensão do Faubourg Saint-Antoine; e o boulevard Diderot, renomeado em 1879 para honra Denis Diderot (1713-1784), escritor e filósofo do Iluminismo tendo dirigido, com Jean d'Alembert, a realização da Enciclopédia.
Em 2007, a renovação da estação no âmbito do programa "Renouveau du métro" resultou na retirada do estilo "Andreu-Motte" que enfeitou as plataformas das duas linhas, em laranja, na linha 1 e em azul na linha 8. No âmbito da automatização da linha 1, as plataformas desta última foram levantadas ao longo do fim de semana de 31 de maio e 1 de junho de 2008.
Em 2011, 5 451 933 passageiros entraram nesta estação. Ela viu entrar 5 662 974 passageiros em 2013, o que a coloca na 66ª posição das estações de metrô por sua frequência.

## Serviços aos Passageiros

### Acessos
Ela possui quatro acessos, cada um composto por uma escada fixa que leva ao Boulevard Diderot:
- Acesso 1 Rue de Reuilly: entrada à direita do n° 116 do boulevard;
- Acesso 2 Boulevard Diderot: entrada decorada com candelabro Dervaux em frente ao n° 118 do boulevard;
- Acesso 3 Caserne de Reuilly: entrada à direita do n° 73 do boulevard;
- Acesso 4 Rue de Chaligny: entrada decorada com mastro Dervaux em frente ao n° 90 do boulevard.

### Plataformas

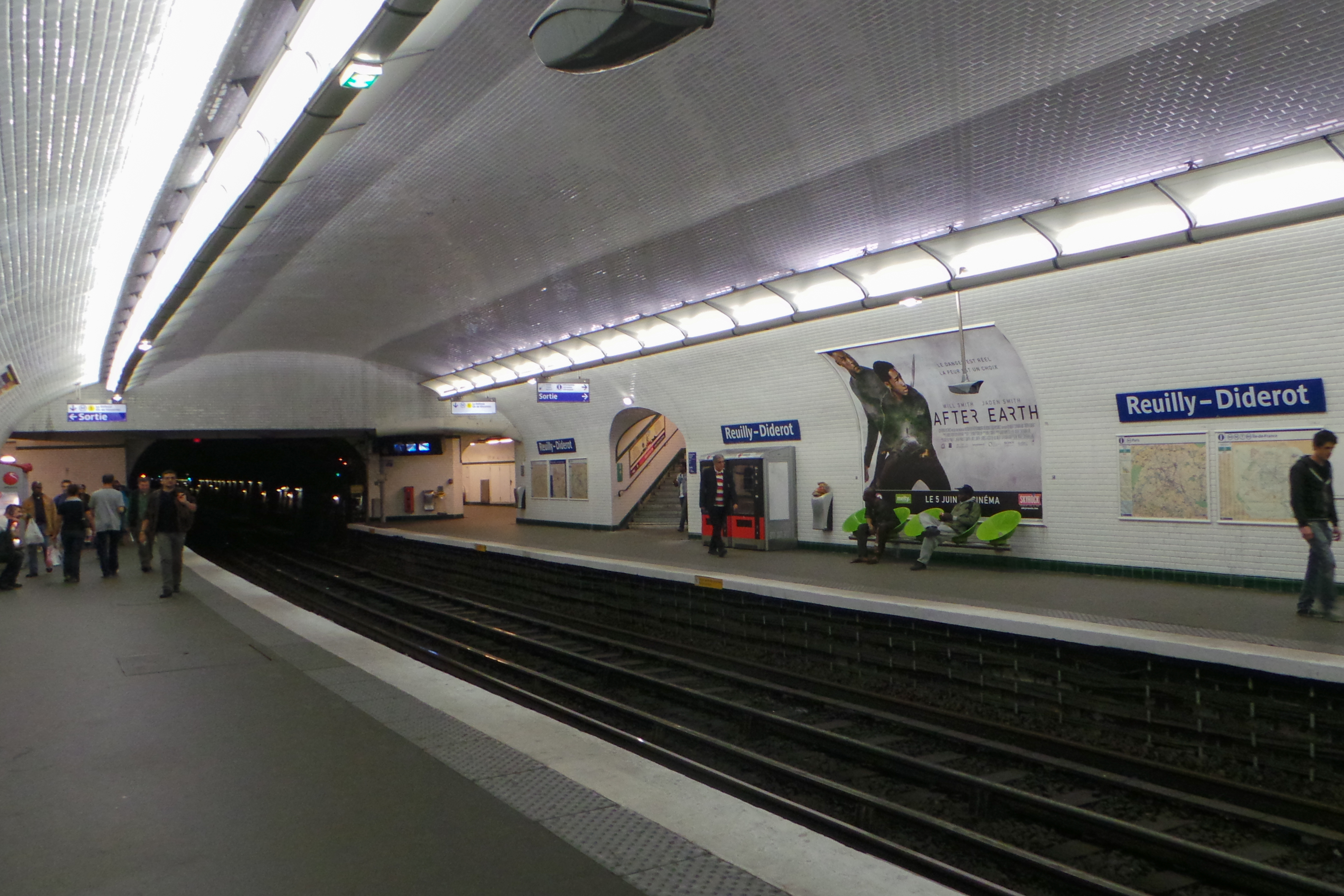
Plataformas da linha 8

As plataformas das duas linhas são de configuração padrão: duas plataformas laterais por ponto de parada, elas são separadas pelas vias do metrô situadas ao centro e a abóbada é elíptica. A sua decoração é de estilo usado pela maioria das estações de metrô em ambos os casos: as faixas de iluminação são brancas e arredondadas no estilo "Gaudin" da renovação do metrô da década de 2000, e as telhas em cerâmica brancas biseladas recobrem os pés-direitos, os tímpanos, a abóbada e as saídas dos corredores. Os quadros publicitários são em cerâmicas brancas e o nome da estação é inscrito em fonte Parisine em painéis retro-iluminados incorporados pela maioria das caixas enfeitadas de madeira na linha 1, e em placas esmaltadas na linha 8. Os bancos são do estilo "Akiko" de cor laranja na linha 1 e linha verde 8. As plataformas da linha 1 são equipadas com portas de plataforma, enquanto que a estação da linha 8, estabelecida em uma curva, se distingue pela parte baixa de seus pés-direitos que é vertical e não elíptica.

### Intermodalidade
A estação é servida pelas linhas 46 e 57 da rede de ônibus RATP e, à noite, pela linha N11 da rede de ônibus Noctilien.